# مکندگان
مَکَندگان (Catostomidae) خانواده‌ای از ماهیان از راسته کپورماهی‌شکلان هستند. ۸۰ گونه ماهی آب شیرین در این خانواده وجود دارد. مکندگان در آمریکای شمالی، شرق مرکزی چین، و شرق سیبری زندگی می‌کنند. این ماهیان گوشت خوش‌خوراکی ندارند و کمتر شکار می‌شوند. در برخی مناطق از مکندگان به عنوان هدف شکار از طریق ماهی‌گیری با نیزه استفاده می‌شود.